# Bauernstein Reichardtswerben

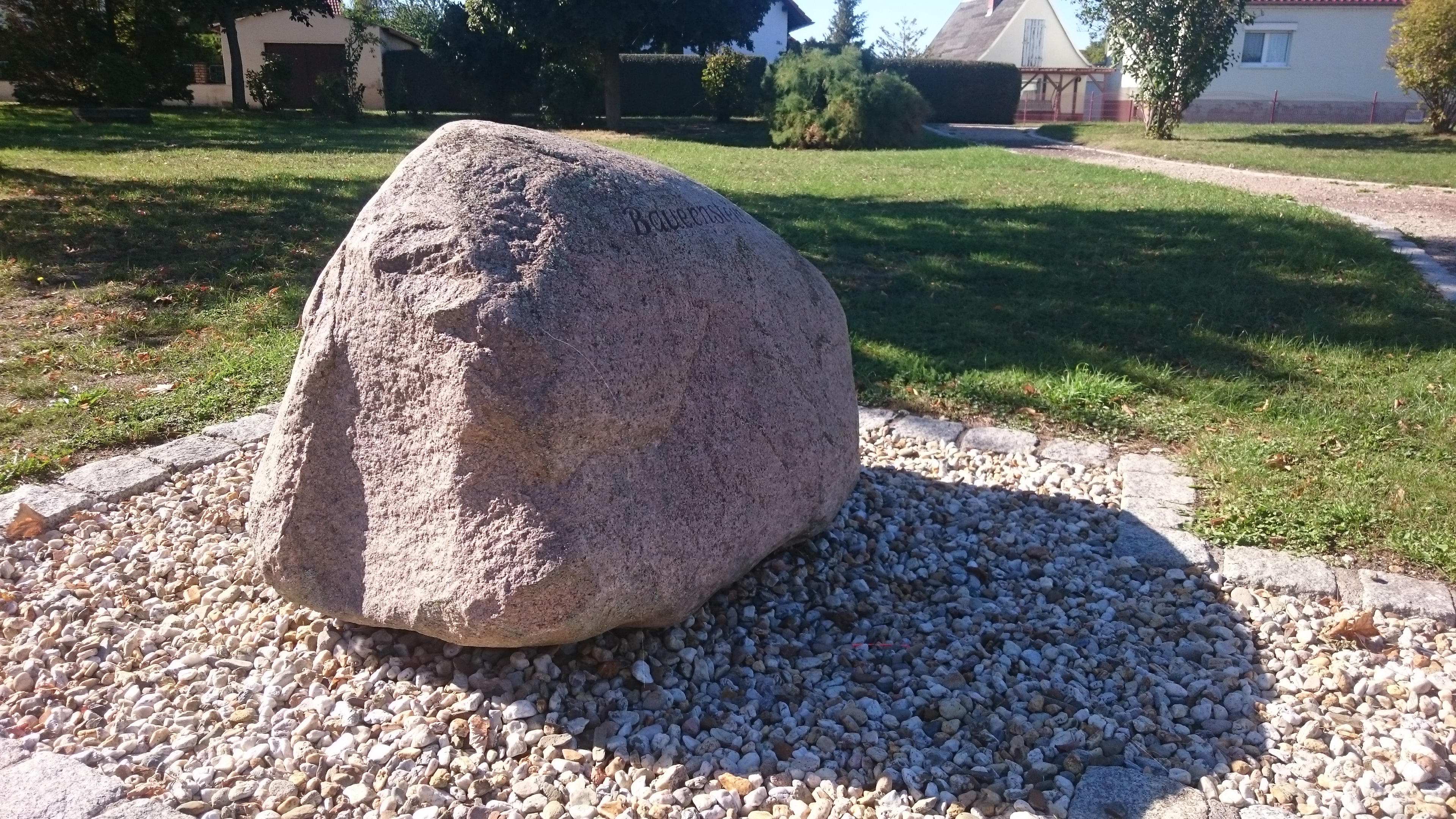
Kopie des Bauernsteins in Reichardtswerben

Der Bauernstein von Reichardtswerben war ein Gerichtsstein in der Stadt Weißenfels im Burgenlandkreis in Sachsen-Anhalt. Das heutige Kleindenkmal dieses Namens steht scheinbar nicht unter Denkmalschutz, denn es ist weder im Denkmalverzeichnis noch im Bodendenkmalverzeichnis aufzufinden.
Bauernsteine sind aufgrund ihres schlichten Aussehens häufiger unbedacht zerstört worden. Ein solcher Fall liegt auch in Reichardtswerben vor. Hier wurde der Bauernstein angeblich in den 1970er Jahren für den Straßenbau verwendet. Ähnlich wie beim Bauernstein Erdeborn stellte man aber Jahrzehnte später wieder einen Stein auf. Dieser trägt heute die Inschrift Bauernstein und dient somit als Denkmal für den einstigen rechtlichen Dorfmittelpunkt. Der heutige Bauernstein befindet sich im Nordosten des Dorfes auf einem dreieckigen Platz namens Posendorfer Spitze, den die Ernst-Thälmann-Straße im Süden und Westen sowie die von-Seydlitz-Straße im Norden bilden.
Im Jahr 1929 schilderte Siebert das zwischenzeitliche Schicksal des Steines. Er schrieb: Der Bauernstein von Reichardtswerben (…) stand unter einer Kastanie auf dem Gemeindeplatz inmitten des Dorfes. Jetzt hat man den Platz mit Wohnhäusern bebaut. Achtlos wurde der Stein zur Seite geschoben. An einem Durchschlupf, halb im Erdreich versunken, trauert er. Dieser Stein wurde scheinbar auch 1984 noch registriert. Damals befand er sich zwischen Kirche und Teich, teilweise in der Erde verborgen. Im Jahr 2003 konnten dieselben Personen den Stein aber dort nicht mehr auffinden.
An solchen Bauernsteinen versammelte sich die Gemeinde zur Besprechung von Dorfangelegenheiten – etwa die Einstellung einer Hebamme oder eines Hirten – sowie zur Klärung von kleineren Rechtsstreitigkeiten. Der Dorfvorsteher (oft ein Bauermeister oder Schultheiß) stellte sich während der Zusammenkunft auf den Bauernstein und die Gemeinde versammelte sich um ihn. Die Mehrzahl der Bauernsteine besitzt daher eine flache Oberfläche. Auf diese Art wurden oft auch Anordnungen verlesen, damit sie jeder versteht. Dieser Rechtsbrauch kam erst im 19. Jahrhundert außer Gebrauch.